# 蓋世奇才
是一部2007年上映的美國傳記劇情電影，改編自眾議員查理·威爾森爭取預算，幫助阿富汗抵抗蘇聯紅軍的真實故事，本片由迈克·尼科尔斯執導，艾倫·索金編劇，改編自喬治·奎爾的一本著作《查理的戰爭》。由汤姆·汉克斯、茱莉娅·罗伯茨、菲臘·西摩·荷夫曼主演，艾美·亞當斯、奈德·畢提與愛美莉·賓特加盟演出。獲得五座金球獎提名，包含「最佳戲劇類影片」，但最後沒有贏得任何獎項。霍夫曼亦曾獲得奥斯卡金像奖最佳男配角獎提名。

## 劇情
來自德州第二選區的美國國會眾議員查理·威爾森，從小就是一個富有幽默感、機智、好玩樂、有正義感的人，他小時候養狗，狗時常亂跑，遭致鄰居埋怨，鄰居殺了他的狗，他一怒之下，在鄰居參選鎮民代表時發動黑人選民，讓這位鄰居落選。而後查理投奔美國海軍，在美國海軍學院裏不遵校規，聲名狼藉，成為校史上操行第二差的畢業生。
退伍後他投身選舉，並以個人魅力選上了國會議員，他為人和善，在議會裏與人廣結善緣，不論民主黨或共和黨都將他視為好友，是個好好先生。私底下的他風流倜儻，時時醇酒，夜夜佳人，花名在外，甚至被人指控吸毒而遭檢察官朱利安尼調查。
查理雖然身陷醜聞困局，但他還是在社交名媛瓊安·海琳的遊說之下，開始爭取對阿富汗的援助，因緣際會之下，查理與中央情报局特務葛斯·艾弗洛科托斯合作，爭取國會同意，以促成旋風行動，提供支援、武器給阿富汗聖戰者，讓他們能夠在阿富汗戰爭中對抗蘇聯紅軍的入侵。
期間查理的醜聞官司奇蹟式地獲得不起訴，更奇蹟地，他也成功完成了目標，爭取到了十億美元的經濟援助，打敗了蘇聯，保住了阿富汗的獨立。但是劇情最後也說明了查理接獲葛斯情資，如果不繼續資助後續重建工程，將有災難發生。其實暗示著神學士政權的興起。而戰爭當中，美國情報員所教導的城市作戰技巧，諸如詭雷、武器的使用等等，原本是為了讓阿富汗人對付蘇聯的作戰技巧；但是後來也成為基地組織在對付美軍、或者在全球製造恐怖活動所使用到的技巧。

## 演員
- 汤姆·汉克斯 飾演 眾議員查理·威爾森
- 茱莉娅·罗伯茨 飾演 瓊安·海琳（英语：Joanne Herring）
- 菲臘·西摩·荷夫曼 飾演 葛斯·艾弗洛科托斯（英语：Gust Avrakotos）
- 瑞秋·尼科尔斯 飾演 蘇珊妮
- 艾米莉·布朗特 飾演 珍·瑞斗

## 外部連結
- 互联网电影数据库（IMDb）上《蓋世奇才》的资料（英文）
- 爛番茄上《蓋世奇才》的資料（英文）
- 豆瓣电影上《蓋世奇才》的資料 （简体中文）
- Metacritic上《蓋世奇才》的資料（英文）
- Box Office Mojo上《蓋世奇才》的資料（英文）
- AllMovie上《蓋世奇才》的资料（英文）